# Яннидис, Антонис
Антонис Яннидис (греч. Αντώνης Γιαννίδης; 17 марта 1901, Константинополь, Османская империя — 14 сентября 1968, Москва) — греческий актёр, театральный деятель.

## Биография
В 1922 году окончил Константинопольское театральнон училище. Затем отправился в Париж, где четыре года обучался в Школе восточных языков и на курсах актёрского мастерства и режиссуры. В 1926 году вернулся в Афины.
В 1927 году дебютировал на театральной сцене «Театра молодых» (Афины). Вскоре перешёл в Театр М. Кивели, где играл роли: Талбот («Мария Стюарт»), Банко («Макбет»), Яльмар («Дикая утка» Ибсена), Дорн («Чайка») и др.
В 1940 году совместно с Г. Паппасом создал театральную труппу.
Коммунист. Участник движения Сопротивления в годы оккупации Греции. В декабре 1944 года принял участие в восстании против английской интервенции.
В 1945 году с театральной труппой Сопротивления переехал в город Козани. В 1945 году возвратился в Афины, принимал участие в создании театра «Объединённых артистов» — одного из крупнейших театральных коллективов Греции. Во время спектакля «Юлий Цезарь» был ранен фашистским террористом.
В 1947 году гастролировал с театром в Румынии и Болгарии. В 1948 году его театр работал в районах, освобождённых демократической армией Греции, где ставил спектакли для армии.
Политэмигрант. После гражданской войны покинул Грецию и эмигрировал в СССР, где снялся в фильме «Конец и начало» о сопротивлении критян вторжению гитлеровцев весной 1941 года. В 1949 году организовал совместно с драматургом и режиссёром Г. Севастикоглу театр греческих политэмигрантов в Ташкенте. Одновременно в 1951—1954 году учился в Ташкентском театральном институте.
С 1954 года жил в Москве. Работал на радио (1956—1968). С 1963 года снимался в кино («Конец и начало», 1963) .

## Избранные роли
- Смердяков («Братья Карамазовы» по Достоевскому),
- Кассио («Юлий Цезарь» Шекспира),
- Тригей («Мир» Аристофана) и др.